# 内大臣
内大臣（ないだいじん）は、日本の律令官制で太政官に置かれた令外官の一つ。左大臣・右大臣に次ぐ官職。唐名は「内府（だいふ）」「内丞相」「内相国」「内僕射」。和訓は「うちのおおまえつぎみ/うちのおとど」。定員1名。官位相当は正・従二位。員外の大臣の意から「数の外（ほか）の大臣」とも、太政大臣と左・右大臣の三公を三台星と呼ぶのに対して「かげなびく星」とも呼ばれる。左大臣および右大臣の両人が欠員の場合や何らかの事情のために出仕できない場合に、代理として政務・儀式を司った。

## 沿革
令外官ではあるが、起源は令制以前にさかのぼり、大化元年（645年）から孝徳・斉明・天智の3代において内臣に任じられた中臣鎌足（藤原鎌足）が薨去の前日に大臣位を授けられたことに始まる。内臣は天皇に近侍して政務に参画した要職であり、鎌足の後、元正天皇朝に藤原房前が、光仁天皇朝には藤原良継・魚名が内臣に任じられ、良継・魚名は内大臣に昇っている。令制大臣に次ぐ常置の官として定着したのは平安中期の藤原道隆からであり、その後の内大臣は主として、
1. 摂関家の若手公卿に摂政・関白就任資格を付与するための任命
2. 宿老もしくは功績多大な公卿[3]に対する礼遇のための任命
3. 単に筆頭大納言に相当する公卿への待遇が「3番目の大臣（太政大臣を除く）」に改められた任命
4. 武家政権の長あるいはそれに次ぐ地位の者に対して与えられる任命[4]

の4つに分けられるようになる。
内大臣は左右両大臣が不在の際に代行して上卿として政務や儀式を主宰するものであり、あるいは左右両大臣と分担して職務を行う場合があった。太政官の実質的な首班であった一上に任ぜられたのは承保4年（1077年）の藤原信長のみであった。相当位階は平安時代には三位で任じられた例も見られるが、中世以後は二位相当に固定された。内大臣の封禄は左右大臣と大納言の中間的な待遇を受けている。『拾芥抄』によれば内大臣は年給が諸国目1人1分2人封戸800戸職田なしとされているまた、平安時代の左右大臣にはよく見られた牛車宣旨を内大臣（摂政・関白を兼ねる例は除く）が受けた例は見られないなど左右大臣との待遇差が存在していた。
安土桃山時代の豊臣政権下、五大老筆頭で最大の大名であった徳川家康も叙任された。以後も徳川家光等の徳川幕府歴代将軍が将軍及び源氏長者、また、任命されていない場合は右近衛大将宣下とほぼ同時に任命されている。江戸時代に入ると禁中並公家諸法度によって内大臣は三公には含まれないものとされ、宮中座次も三公、宮家親王、三公経験者の下に置かれた。更に摂家の昇進が優先された結果、摂家が大臣職を独占する時期が長期化したため、清華家といえども任官されることが困難となり、摂家の内大臣の交替の合間に数日から数ヶ月間、非摂家の長老もしくは功労者・外戚などなどの特殊な立場にあった者が交替で任官される場合もあるなど、その政治的権威は降下していった。明治維新に際して廃止されたが、1885年に太政官制を改め内閣制度を発足させた折、内閣を構成し国務を司る国務大臣（内閣総理大臣を含む）とは別に、内大臣を宮中の大臣職として復活させ、宮内省の外局として内大臣府が創設された。

## 内大臣の一覧
- 原則『公卿補任』に基づき、適宜別史料によって補訂した。南朝での補任者は史料に在職徴証がある人物のみ掲出した。
- 藤原房前・藤原仲麻呂・道鏡は内大臣には就任していないが、内廷に近侍する同様の重職に就任した者として掲出した。

| 名                                           | 就任                                 | 辞任 （※印は死没と同日）               | 在職時の天皇               | 号・典拠                |
| -------------------------------------------- | ------------------------------------ | -------------------------------------- | -------------------------- | ----------------------- |
| 内臣に大臣格が付与された官職としての内大臣   |                                      |                                        |                            |                         |
| 藤原鎌足                                     | 皇極天皇4年6月14日 （645年7月12日）  | 天智天皇8年10月16日※ （669年11月14日） | 孝徳、斉明、天智           | 初め内臣 藤原内大臣     |
| 藤原房前                                     | 養老5年10月24日 （721年11月18日）    | 天平9年4月17日※ （737年5月25日）       | 元正、聖武                 | 内臣                    |
| 藤原仲麻呂                                   | 天平勝宝9歳5月20日 （757年6月11日）  | 天平宝字2年8月25日 （758年10月1日）    | 孝謙、淳仁                 | 紫微内相                |
| 道鏡                                         | 天平宝字8年9月20日 （764年10月19日） | 天平神護元年10月1日 （765年10月19日）  | 淳仁、称徳                 | 大臣禅師                |
| 藤原良継                                     | 宝亀2年3月13日 （771年4月2日）       | 宝亀8年9月18日※ （777年10月23日）      | 光仁                       | 初め内臣 弘福院         |
| 藤原魚名                                     | 宝亀9年3月3日 （778年4月4日）        | 天応元年6月27日 （781年7月22日）       | 光仁、桓武                 | 初め内臣・忠臣          |
| 令制の左大臣・右大臣に次ぐ官職としての内大臣 |                                      |                                        |                            |                         |
| 藤原高藤                                     | 昌泰3年1月28日 （900年3月2日）       | 昌泰3年3月12日※ （900年4月13日）       | 醍醐                       | 小一条、勧修寺          |
| 藤原兼通                                     | 天禄3年11月27日 （973年1月4日）      | 天延2年2月28日 （974年3月24日）        | 円融                       | 堀川                    |
| 藤原道隆                                     | 永延3年2月23日 （989年4月1日）       | 正暦2年7月23日 （991年9月4日）         | 一条                       | 南院、二条              |
| 藤原道兼                                     | 正暦2年9月7日 （991年10月17日）      | 正暦5年8月28日 （994年10月5日）        | 一条                       | 粟田、二条              |
| 藤原伊周                                     | 正暦5年8月28日 （994年10月5日）      | 長徳2年4月24日 （996年5月14日）        | 一条                       | 帥内大臣                |
| 藤原公季                                     | 長徳3年7月5日 （997年8月10日）       | 長和6年3月4日 （1017年4月3日）         | 一条、三条、後一条         | 閑院                    |
| 藤原頼通                                     | 長和6年3月4日 （1017年4月3日）       | 治安元年7月25日 （1021年9月4日）       | 後一条                     | 宇治                    |
| 藤原教通                                     | 治安元年7月25日 （1021年9月4日）     | 永承2年8月1日 （1047年8月24日）        | 後一条、後朱雀、後冷泉     | 大二条                  |
| 藤原頼宗                                     | 永承2年8月1日 （1047年8月24日）      | 康平3年7月17日 （1060年8月15日）       | 後冷泉                     | 堀河                    |
| 藤原師実                                     | 康平3年7月17日 （1060年8月15日）     | 康平8年6月3日 （1065年7月8日）         | 後冷泉                     | 京極、後宇治            |
| 源師房                                       | 康平8年6月3日 （1065年7月8日）       | 延久元年8月22日 （1069年9月10日）      | 後冷泉、後三条             | 土御門                  |
| 藤原信長                                     | 延久元年8月22日 （1069年9月10日）    | 承暦4年8月14日 （1080年8月31日）       | 後三条、白河               | 九条                    |
| 藤原能長                                     | 承暦4年8月14日 （1080年8月31日）     | 永保2年11月14日※ （1082年12月6日）     | 白河                       | 三条                    |
| 藤原師通                                     | 永保3年1月26日 （1083年2月15日）     | 承徳3年6月28日※ （1099年7月18日）      | 白河、堀河                 | 後二条                  |
| 源雅実                                       | 康和2年7月17日 （1100年8月24日）     | 永久3年4月28日 （1115年5月23日）       | 堀河、鳥羽                 | 久我                    |
| 藤原忠通                                     | 永久3年4月28日 （1115年5月23日）     | 保安3年12月17日 （1123年1月16日）      | 鳥羽                       | 法性寺                  |
| 源有仁                                       | 保安3年12月17日 （1123年1月16日）    | 天承元年12月22日 （1132年1月12日）     | 鳥羽、崇徳                 | 花園                    |
| 藤原宗忠                                     | 天承元年12月22日 （1132年1月12日）   | 保延2年12月9日 （1137年1月2日）        | 崇徳                       | 中御門                  |
| 藤原頼長                                     | 保延2年12月9日 （1137年1月2日）      | 久安5年7月28日 （1149年9月1日）        | 崇徳、近衛                 | 宇治                    |
| 源雅定                                       | 久安5年7月28日 （1149年9月1日）      | 久安6年8月21日 （1150年9月13日）       | 近衛                       | 中院                    |
| 徳大寺実能                                   | 久安6年8月21日 （1150年9月13日）     | 保元元年9月13日 （1156年9月29日）      | 近衛、後白河               | 徳大寺                  |
| 藤原伊通                                     | 保元元年9月13日 （1156年9月29日）    | 保元2年8月19日 （1157年9月24日）       | 後白河                     | 九条、大宮              |
| 三条公教                                     | 保元2年8月19日 （1157年9月24日）     | 永暦元年7月9日※ （1160年8月12日）      | 後白河、二条               | 高倉                    |
| 松殿基房                                     | 永暦元年8月11日 （1160年9月12日）    | 応保元年9月13日 （1161年10月3日）      | 二条                       | 中山、菩提院            |
| 藤原宗能                                     | 応保元年9月13日 （1161年10月3日）    | 長寛2年閏10月13日 （1164年11月28日）   | 二条                       | 中御門                  |
| 九条兼実                                     | 長寛2年閏10月23日 （1164年12月8日）  | 仁安元年11月11日 （1166年12月5日）     | 二条、六条                 | 後法性寺、月輪          |
| 平清盛                                       | 仁安元年11月11日 （1166年12月5日）   | 仁安2年2月11日 （1167年3月4日）        | 六条                       | 六波羅、平相国          |
| 花山院忠雅                                   | 仁安2年2月11日 （1167年3月4日）      | 仁安3年8月10日 （1168年9月13日）       | 六条、高倉                 | 花山院                  |
| 源雅通                                       | 仁安3年8月10日 （1168年9月13日）     | 承安5年2月27日※ （1175年3月21日）      | 高倉                       | 久我                    |
| 藤原師長                                     | 安元元年11月28日 （1176年1月11日）   | 安元3年3月5日 （1177年4月5日）         | 高倉                       | 妙音院                  |
| 平重盛                                       | 安元3年3月5日 （1177年4月5日）       | 治承3年3月11日 （1179年4月19日）       | 高倉                       | 小松                    |
| 近衛基通                                     | 治承3年11月15日 （1179年12月15日）   | 寿永元年6月27日 （1182年7月29日）      | 高倉、安徳                 | 普賢寺                  |
| 平宗盛                                       | 寿永元年10月3日 （1182年10月31日）   | 寿永2年2月27日 （1183年3月22日）       | 安徳                       | 屋島                    |
| 徳大寺実定                                   | 寿永2年4月5日 （1183年4月28日）      | 寿永2年11月21日 （1184年1月5日）       | 安徳、後鳥羽               | 後徳大寺                |
| 松殿師家                                     | 寿永2年11月21日 （1184年1月5日）     | 寿永3年1月22日 （1184年3月6日）        | 後鳥羽                     | 松殿、天王寺            |
| 徳大寺実定 （還任）                          | 寿永3年1月22日 （1184年3月6日）      | 文治2年10月29日 （1186年12月11日）     | 後鳥羽                     | 後徳大寺                |
| 九条良通                                     | 文治2年10月29日 （1186年12月11日）   | 文治4年2月20日※ （1188年3月19日）      | 後鳥羽                     | 冷泉                    |
| 花山院兼雅                                   | 文治5年7月10日 （1189年8月23日）     | 建久元年7月17日 （1190年8月19日）      | 後鳥羽                     | 後花山院                |
| 藤原兼房                                     | 建久元年7月17日 （1190年8月19日）    | 建久2年3月28日 （1191年4月23日）       | 後鳥羽                     | 禅林寺、高野            |
| 中山忠親                                     | 建久2年3月28日 （1191年4月23日）     | 建久5年7月26日 （1194年8月14日）       | 後鳥羽                     | 中山                    |
| 九条良経                                     | 建久6年11月10日 （1195年12月13日）   | 正治元年6月22日 （1199年7月16日）      | 後鳥羽、土御門             | 後京極、中御門          |
| 源通親                                       | 正治元年6月22日 （1199年7月16日）    | 建仁2年10月21日※ （1202年11月7日）     | 土御門                     | 土御門                  |
| 藤原隆忠                                     | 建仁2年閏10月20日 （1202年12月6日）  | 元久元年12月14日 （1205年1月5日）      | 土御門                     | 大覚寺                  |
| 西園寺実宗                                   | 元久2年11月24日 （1206年1月4日）     | 元久3年3月13日 （1206年4月22日）       | 土御門                     | 大宮                    |
| 花山院忠経                                   | 元久3年3月28日 （1206年5月7日）      | 建永2年2月10日 （1207年3月10日）       | 土御門                     | 花山院                  |
| 近衛道経                                     | 建永2年2月10日 （1207年3月10日）     | 承元2年7月9日 （1208年8月21日）        | 土御門                     | 智足院                  |
| 九条良輔                                     | 承元2年7月9日 （1208年8月21日）      | 承元3年4月10日 （1209年5月15日）       | 土御門                     | 八条                    |
| 徳大寺公継                                   | 承元3年4月10日 （1209年5月15日）     | 建暦元年10月4日 （1211年11月10日）     | 土御門、順徳               | 野宮                    |
| 坊門信清                                     | 建暦元年10月4日 （1211年11月10日）   | 建暦2年6月20日 （1212年7月19日）       | 順徳                       | 太秦                    |
| 九条道家                                     | 建暦2年6月29日 （1212年7月28日）     | 建保3年12月10日 （1215年12月31日）     | 順徳                       | 光明峯寺                |
| 三条公房                                     | 建保3年12月10日 （1215年12月31日）   | 建保6年10月9日 （1218年10月29日）      | 順徳                       | 浄土寺                  |
| 源実朝                                       | 建保6年10月9日 （1218年10月29日）    | 建保6年12月2日 （1218年12月21日）      | 順徳                       | 鎌倉 鎌倉幕府3代将軍    |
| 近衛家通                                     | 建保6年12月2日 （1218年12月21日）    | 建保7年3月4日 （1219年4月19日）        | 順徳                       | 猪隈                    |
| 久我通光                                     | 建保7年3月4日 （1219年4月19日）      | 承久3年7月3日 （1221年7月23日）        | 順徳、仲恭                 | 後久我                  |
| 西園寺公経                                   | 承久3年閏10月10日 （1221年11月25日） | 貞応元年8月13日 （1222年9月19日）      | 後堀河                     | 一条、西園寺            |
| 大炊御門師経                                 | 貞応元年8月13日 （1222年9月19日）    | 元仁元年12月25日 （1225年2月4日）      | 後堀河                     | 大炊御門                |
| 九条良平                                     | 元仁元年12月25日 （1225年2月4日）    | 嘉禄3年4月9日 （1227年5月25日）        | 後堀河                     | 醍醐                    |
| 近衛兼経                                     | 嘉禄3年4月9日 （1227年5月25日）      | 寛喜3年4月26日 （1231年5月29日）       | 後堀河                     | 岡屋                    |
| 西園寺実氏                                   | 寛喜3年4月26日 （1231年5月29日）     | 嘉禎元年10月2日 （1235年11月13日）     | 後堀河、四条               | 常盤井                  |
| 二条良実                                     | 嘉禎元年10月2日 （1235年11月13日）   | 嘉禎2年6月9日 （1236年7月13日）        | 四条                       | 普光園院                |
| 土御門定通                                   | 嘉禎2年6月9日 （1236年7月13日）      | 嘉禎3年12月18日 （1238年1月5日）       | 四条                       | 後土御門                |
| 九条基家                                     | 嘉禎3年12月25日 （1238年1月12日）    | 嘉禎4年6月7日 （1238年7月19日）        | 四条                       | 後九条、鶴殿            |
| 大炊御門家嗣                                 | 嘉禎4年7月20日 （1238年8月31日）     | 仁治元年10月9日 （1240年10月25日）     | 四条                       | 嵯峨                    |
| 衣笠家良                                     | 仁治元年10月20日 （1240年11月5日）   | 仁治2年4月5日 （1241年5月17日）        | 四条                       | 衣笠                    |
| 鷹司兼平                                     | 仁治2年4月17日 （1241年5月29日）     | 寛元2年6月13日 （1244年7月19日）       | 四条、後嵯峨               | 称念院                  |
| 九条忠家                                     | 寛元2年6月13日 （1244年7月19日）     | 寛元4年12月24日 （1247年2月1日）       | 後嵯峨、後深草             | 一音院                  |
| 徳大寺実基                                   | 寛元4年12月24日 （1247年2月1日）     | 建長2年4月29日 （1250年5月31日）       | 後深草                     | 後徳大寺、水本          |
| 堀川具実                                     | 建長2年5月17日 （1250年6月18日）     | 建長2年11月28日 （1250年12月22日）     | 後深草                     | 岩倉、久我              |
| 二条道良                                     | 建長2年12月15日 （1251年1月8日）     | 建長4年7月20日 （1252年8月26日）       | 後深草                     | 九条                    |
| 花山院定雅                                   | 建長4年7月20日 （1252年8月26日）     | 建長4年11月3日 （1252年12月5日）       | 後深草                     | 粟田口                  |
| 西園寺公相                                   | 建長4年11月13日 （1252年12月15日）   | 建長6年12月25日 （1255年2月3日）       | 後深草                     | 冷泉                    |
| 西園寺公基                                   | 建長6年12月25日 （1255年2月3日）     | 正嘉元年11月26日 （1258年1月2日）      | 後深草                     | 万里小路、京極          |
| 山階実雄                                     | 正嘉元年11月26日 （1258年1月2日）    | 正嘉2年11月1日 （1258年11月27日）      | 後深草                     | 山階                    |
| 近衛基平                                     | 正嘉2年11月1日 （1258年11月27日）    | 弘長元年3月27日 （1261年4月28日）      | 後深草、亀山               | 深心院、西谷            |
| 三条公親                                     | 弘長元年3月27日 （1261年4月28日）    | 弘長2年1月20日 （1262年2月10日）       | 亀山                       | 後三条、白川            |
| 鷹司基忠                                     | 弘長2年1月26日 （1262年2月16日）     | 文永2年10月5日 （1265年11月14日）      | 亀山                       | 円光院                  |
| 大炊御門冬忠                                 | 文永2年10月5日 （1265年11月14日）    | 文永4年1月19日 （1267年2月14日）       | 亀山                       | 香隆寺                  |
| 一条家経                                     | 文永4年2月23日 （1267年3月20日）     | 文永5年12月2日 （1269年1月5日）        | 亀山                       | 後光明峰寺              |
| 花山院通雅                                   | 文永5年12月2日 （1269年1月5日）      | 文永6年4月23日 （1269年5月25日）       | 亀山                       | 後花山院                |
| 中院通成                                     | 文永6年4月23日 （1269年5月25日）     | 文永6年11月9日 （1269年12月3日）       | 亀山                       | 三条、中院              |
| 二条師忠                                     | 文永6年11月28日 （1269年12月22日）   | 文永8年3月27日 （1271年5月7日）        | 亀山                       | 香園院                  |
| 花山院師継                                   | 文永8年3月27日 （1271年5月7日）      | 建治元年12月8日 （1275年12月26日）     | 亀山、後宇多               | 花山院                  |
| 近衛家基                                     | 建治元年12月22日 （1276年1月9日）    | 正応元年7月11日 （1288年8月9日）       | 後宇多、伏見               | 高山寺、浄妙寺          |
| 久我通基                                     | 正応元年7月11日 （1288年8月9日）     | 正応元年10月27日 （1288年11月22日）    | 伏見                       | 後久我                  |
| 鷹司兼忠                                     | 正応元年10月27日 （1288年11月22日）  | 正応2年10月18日 （1289年11月2日）      | 伏見                       | 猪隈、歓喜園院          |
| 西園寺実兼                                   | 正応2年10月18日 （1289年11月2日）    | 正応3年4月25日 （1290年6月4日）        | 伏見                       | 後西園寺                |
| 大炊御門信嗣                                 | 正応3年6月8日 （1290年7月15日）      | 正応3年12月20日 （1291年1月21日）      | 伏見                       | 嵯峨                    |
| 洞院公守                                     | 正応3年12月25日 （1291年1月26日）    | 正応4年7月2日 （1291年7月28日）        | 伏見                       | 山本、正親町            |
| 二条兼基                                     | 正応4年7月29日 （1291年8月24日）     | 正応4年12月25日 （1292年1月16日）      | 伏見                       | 光明照院                |
| 徳大寺公孝                                   | 正応4年12月25日 （1292年1月16日）    | 正応5年8月8日 （1292年9月20日）        | 伏見                       | 後徳大寺                |
| 三条実重                                     | 正応5年11月5日 （1292年12月14日）    | 正応6年1月21日 （1293年2月28日）       | 伏見                       | 三条                    |
| 九条師教                                     | 正応6年1月28日 （1293年3月7日）      | 永仁4年12月27日 （1297年1月21日）      | 伏見                       | 浄土寺、己心院          |
| 土御門定実                                   | 永仁4年12月27日 （1297年1月21日）    | 永仁5年10月16日 （1297年11月2日）      | 伏見                       | 土御門                  |
| 久我通雄                                     | 永仁5年10月16日 （1297年11月2日）    | 永仁6年6月12日 （1298年7月21日）       | 伏見                       | 中院                    |
| 西園寺公衡                                   | 永仁6年6月23日 （1298年8月1日）      | 正安元年4月26日 （1299年5月26日）      | 伏見、後伏見               | 竹林院                  |
| 鷹司冬平                                     | 正安元年4月26日 （1299年5月26日）    | 乾元元年11月22日 （1302年12月11日）    | 後伏見、後二条             | 後照念院                |
| 一条内実                                     | 乾元元年11月22日 （1302年12月11日）  | 嘉元2年12月17日※ （1305年1月13日）     | 後二条                     | 棲心院                  |
| 近衛家平                                     | 嘉元3年1月29日 （1305年2月23日）     | 嘉元3年閏12月21日 （1306年2月5日）     | 後二条                     | 岡本                    |
| 一条実家                                     | 嘉元3年閏12月21日 （1306年2月5日）   | 嘉元4年12月6日 （1307年1月10日）       | 後二条                     | 一条                    |
| 二条道平                                     | 嘉元4年12月6日 （1307年1月10日）     | 延慶2年10月15日 （1309年11月17日）     | 後二条、花園               | 後光明照院              |
| 近衛経平                                     | 延慶2年10月15日 （1309年11月17日）   | 正和2年12月26日 （1314年1月12日）      | 花園                       | 後浄妙寺                |
| 堀川具守                                     | 正和2年12月26日 （1314年1月12日）    | 正和3年12月2日 （1315年1月8日）        | 花園                       | 堀川、後岩倉            |
| 洞院実泰                                     | 正和4年3月13日 （1315年4月17日）     | 正和5年10月22日 （1316年11月7日）      | 花園                       | 後山本                  |
| 西園寺公顕                                   | 正和5年10月22日 （1316年11月7日）    | 文保元年6月21日 （1317年7月30日）      | 花園                       | 今出河                  |
| 三条公茂                                     | 文保元年6月21日 （1317年7月30日）    | 文保2年8月15日 （1318年9月10日）       | 花園、後醍醐               | 押小路                  |
| 一条内経                                     | 文保2年8月24日 （1318年9月19日）     | 元応元年6月27日 （1319年7月15日）      | 後醍醐                     | 芬陀利華院              |
| 六条有房                                     | 元応元年6月28日 （1319年7月16日）    | 元応元年7月1日 （1319年7月18日）       | 後醍醐                     | 六条                    |
| 中院通重                                     | 元応元年閏7月28日 （1319年9月12日）  | 元応元年10月18日 （1319年11月30日）    | 後醍醐                     | 後三条、後中院          |
| 花山院師信                                   | 元応元年10月18日 （1319年11月30日）  | 元亨元年11月1日※ （1321年11月20日）    | 後醍醐                     | 後花山院                |
| 大炊御門冬氏                                 | 元亨2年6月29日 （1322年8月12日）     | 元亨2年8月8日 （1322年9月19日）        | 後醍醐                     | 光福寺                  |
| 鷹司冬教                                     | 元亨2年8月11日 （1322年9月22日）     | 元亨4年4月27日 （1324年5月20日）       | 後醍醐                     | 後円光院                |
| 西園寺実衡                                   | 元亨4年4月27日 （1324年5月20日）     | 嘉暦元年10月23日 （1326年11月18日）    | 後醍醐                     | 今出川                  |
| 近衛基嗣                                     | 嘉暦元年11月1日 （1326年11月26日）   | 元徳2年2月26日 （1330年3月16日）       | 後醍醐                     | 後岡屋                  |
| 久我長通                                     | 元徳2年2月26日 （1330年3月16日）     | 元徳2年3月5日 （1330年3月24日）        | 後醍醐                     | 後中院                  |
| 洞院公賢                                     | 元徳2年3月5日 （1330年3月24日）      | 元徳3年2月1日 （1331年3月10日）        | 後醍醐                     | 中園                    |
| 大宮季衡                                     | 元徳3年2月1日 （1331年3月10日）      | 正慶元年10月14日 （1332年11月2日）     | 後醍醐、光厳               | 大宮                    |
| 中院通顕                                     | 正慶元年10月14日 （1332年11月2日）   | 正慶2年5月8日 （1333年6月20日）        | 光厳                       | 如法三宝院              |
| 洞院公賢 （還任）                            | 元弘3年6月12日 （1333年7月24日）     | 建武元年9月9日 （1334年10月7日）       | 後醍醐                     | 中園                    |
| 吉田定房                                     | 建武元年9月9日 （1334年10月7日）     | 建武2年2月16日 （1335年3月11日）       | 後醍醐                     | 吉田                    |
| 一条経通                                     | 建武2年2月16日 （1335年3月11日）     | 建武4年7月12日 （1337年8月8日）        | 後醍醐、光明               | 後芬陀利華院            |
| 鷹司師平                                     | 建武4年7月12日 （1337年8月8日）      | 暦応2年12月27日 （1340年1月26日）      | 光明                       | 昭光院                  |
| 堀川具親                                     | 暦応2年12月27日 （1340年1月26日）    | 暦応3年7月8日 （1340年8月1日）         | 光明                       | 堀川                    |
| 二条良基                                     | 暦応3年7月19日 （1340年8月12日）     | 康永2年4月10日 （1343年5月4日）        | 光明                       | 後普光園院              |
| 三条実忠                                     | 康永2年4月10日 （1343年5月4日）      | 康永4年9月8日 （1345年10月4日）        | 光明                       | 後三条                  |
| 大炊御門冬信                                 | 康永4年9月8日 （1345年10月4日）      | 貞和2年2月18日 （1346年3月11日）       | 光明                       | 随心自由院              |
| 徳大寺公清                                   | 貞和2年2月18日 （1346年3月11日）     | 貞和3年8月16日 （1347年9月21日）       | 光明                       | 後野宮                  |
| 近衛道嗣                                     | 貞和3年9月16日 （1347年10月20日）    | 貞和5年9月13日 （1349年10月25日）      | 光明、崇光                 | 後深心院                |
| 西園寺公重                                   | 貞和5年9月13日 （1349年10月25日）    | 観応2年4月10日 （1351年5月6日）        | 崇光                       | 竹林院                  |
| 花山院長定                                   | 観応2年6月26日 （1351年7月19日）     | 観応2年9月19日 （1351年10月9日）       | 崇光                       | 護法院                  |
| 正親町三条公秀                               | 文和元年11月27日 （1353年1月3日）    | 文和2年7月2日 （1353年8月1日）         | 後光厳                     | 正親町、八条            |
| 久我通相                                     | 延文元年7月21日 （1356年8月17日）    | 延文5年9月30日 （1360年11月9日）       | 後光厳                     | 千種                    |
| 三条公忠                                     | 延文5年9月30日 （1360年11月9日）     | 貞治元年12月20日 （1363年1月5日）      | 後光厳                     | 後押小路                |
| 洞院実夏                                     | 貞治2年3月29日 （1363年5月13日）     | 貞治3年2月19日 （1364年3月23日）       | 後光厳                     | 後山階                  |
| 西園寺実俊                                   | 貞治3年3月14日 （1364年4月16日）     | 貞治5年8月29日 （1366年10月4日）       | 後光厳                     | 後常盤井                |
| 二条師良                                     | 貞治5年8月29日 （1366年10月4日）     | 貞治6年9月29日 （1367年10月23日）      | 後光厳                     | 是心院                  |
| 正親町三条実継                               | 貞治6年9月29日 （1367年10月23日）    | 応安3年3月16日 （1370年4月12日）       | 後光厳                     | 後八条                  |
| 勧修寺経顕                                   | 応安3年3月16日 （1370年4月12日）     | 応安4年7月12日 （1371年8月22日）       | 後光厳、後円融             | 芝山、後勧修寺          |
| 近衛兼嗣                                     | 永和元年11月18日 （1375年12月11日）  | 永和4年8月27日 （1378年9月19日）       | 後円融                     | 後六条                  |
| 今出川公直                                   | 永和4年8月27日 （1378年9月19日）     | 永徳元年7月 （1381年－月）             | 後円融                     | 今出川                  |
| 足利義満                                     | 永徳元年7月23日 （1381年8月13日）    | 永徳2年1月26日 （1382年2月9日）        | 後円融                     | 鹿苑院 室町幕府3代将軍  |
| 徳大寺実時                                   | 永徳2年1月26日 （1382年2月9日）      | 嘉慶2年5月26日 （1388年6月30日）       | 後円融、後小松             | 野宮                    |
| 一条経嗣                                     | 嘉慶2年5月26日 （1388年6月30日）     | 明徳5年6月5日 （1394年7月3日）         | 後小松                     | 成恩寺                  |
| 四辻善成                                     | 明徳5年6月5日 （1394年7月3日）       | 応永元年12月25日 （1395年1月16日）     | 後小松                     | 四辻、松岩寺            |
| 花山院通定                                   | 応永元年12月25日 （1395年1月16日）   | 応永2年3月24日 （1395年4月14日）       | 後小松                     | 如住院                  |
| 洞院公定                                     | 応永2年3月24日 （1395年4月14日）     | 応永2年9月12日 （1395年10月25日）      | 後小松                     | 後中園                  |
| 正親町三条公豊                               | 応永2年9月12日 （1395年10月25日）    | 応永2年11月28日 （1396年1月9日）       | 後小松                     | 称名院                  |
| 三条実冬                                     | 応永2年12月27日 （1396年2月6日）     | 応永3年7月24日 （1396年8月27日）       | 後小松                     | 後三条                  |
| 万里小路嗣房                                 | 応永3年7月24日 （1396年8月27日）     | 応永3年10月5日 （1396年11月6日）       | 後小松                     | 冷誉院                  |
| 九条教嗣                                     | 応永3年10月21日 （1396年11月22日）   | 応永6年2月22日 （1399年3月29日）       | 後小松                     | 中山                    |
| 近衛良嗣                                     | 応永6年2月22日 （1399年3月29日）     | 応永9年8月22日 （1402年9月19日）       | 後小松                     | 後普賢寺                |
| 今出川公行                                   | 応永9年8月22日 （1402年9月19日）     | 応永10年8月19日 （1403年9月5日）       | 後小松                     | 後今出川                |
| 二条満基                                     | 応永10年8月19日 （1403年9月5日）     | 応永16年3月21日 （1409年4月6日）       | 後小松                     | 福照院                  |
| 足利義持                                     | 応永16年7月23日 （1409年9月2日）     | 応永26年8月29日 （1419年9月18日）      | 後小松、称光               | 勝定院 室町幕府4代将軍  |
| 西園寺実永                                   | 応永26年12月5日 （1419年12月21日）   | 応永27年閏1月13日 （1420年2月26日）    | 称光                       | 慶寿院                  |
| 三条公冬                                     | 応永27年閏1月13日 （1420年2月26日）  | 応永27年12月5日 （1421年1月8日）       | 称光                       | 後白川                  |
| 大炊御門宗氏                                 | 応永27年12月5日 （1421年1月8日）     | 応永28年4月6日※ （1421年5月7日）       | 称光                       | 瑞慶院                  |
| 一条兼良                                     | 応永28年7月5日 （1421年8月3日）      | 応永31年4月20日 （1424年5月18日）      | 称光                       | 後成恩寺                |
| 洞院満季                                     | 応永31年4月20日 （1424年5月18日）    | 応永33年7月24日 （1426年8月27日）      | 称光                       | 西山                    |
| 近衛房嗣                                     | 応永33年7月24日 （1426年8月27日）    | 正長2年8月4日 （1429年9月2日）         | 称光、後花園               | 後知足院                |
| 久我清通                                     | 正長2年8月4日 （1429年9月2日）       | 永享4年7月25日 （1432年8月21日）       | 後花園                     | 後久世                  |
| 足利義教                                     | 永享4年7月25日 （1432年8月21日）     | 永享4年8月28日 （1432年9月22日）       | 後花園                     | 普広院 室町幕府6代将軍  |
| 大炊御門信宗                                 | 永享4年8月28日 （1432年9月22日）     | 永享5年10月4日 （1433年11月15日）      | 後花園                     | 後瑞慶院                |
| 鷹司房平                                     | 永享7年4月22日 （1435年5月20日）     | 永享10年9月4日 （1438年9月23日）       | 後花園                     | 後昭光院                |
| 西園寺公名                                   | 永享10年9月4日 （1438年9月23日）     | 嘉吉元年11月 （1441年12月）            | 後花園                     | 観音寺                  |
| 花山院持忠                                   | 嘉吉元年12月7日 （1442年1月18日）    | 嘉吉3年6月 （1443年－月）              | 後花園                     | 鳳栖院                  |
| 万里小路時房                                 | 文安2年12月29日 （1446年1月26日）    | 文安3年1月16日 （1446年2月11日）       | 後花園                     | 建聖院                  |
| 洞院実熙                                     | 文安3年1月29日 （1446年2月24日）     | 宝徳2年5月7日 （1450年6月16日）        | 後花園                     | 東山                    |
| 三条西公保                                   | 宝徳2年5月14日 （1450年6月23日）     | 宝徳2年6月22日 （1450年7月30日）       | 後花園                     | 後称名院                |
| 三条実量                                     | 宝徳2年6月27日 （1450年8月4日）      | 享徳元年10月3日 （1452年11月14日）     | 後花園                     | 後三条                  |
| 一条教房                                     | 享徳元年10月10日 （1452年11月21日）  | 康正元年8月27日 （1455年10月8日）      | 後花園                     | 妙華寺                  |
| 近衛教基                                     | 康正元年8月27日 （1455年10月8日）    | 康正3年9月8日 （1457年9月26日）        | 後花園                     | 後九条                  |
| 正親町三条実雅                               | 康正3年9月8日 （1457年9月26日）      | 長禄2年3月5日 （1458年4月18日）        | 後花園                     | 青蓮華院                |
| 足利義政                                     | 長禄2年7月25日 （1458年9月2日）      | 長禄4年8月27日 （1460年9月12日）       | 後花園                     | 慈照院 室町幕府8代将軍  |
| 徳大寺公有                                   | 長禄4年8月27日 （1460年9月12日）     | 寛正2年7月23日 （1461年8月28日）       | 後花園                     | 後野宮                  |
| 久我通尚                                     | 寛正2年8月11日 （1461年9月15日）     | 寛正5年1月 （1464年－月）              | 後花園                     | 東久世                  |
| 九条政忠                                     | 寛正5年7月5日 （1464年8月7日）       | 寛正6年9月 （1465年－月）              | 後花園、後土御門           | 普門寺                  |
| 今出川教季                                   | 寛正6年9月26日 （1465年10月16日）    | 寛正7年2月8日 （1466年2月22日）        | 後土御門                   | 法雲院                  |
| 西園寺実遠                                   | 文正元年閏2月5日 （1466年3月21日）   | 文正2年1月 （1467年－月）              | 後土御門                   | 後竹林院                |
| 日野勝光                                     | 文正2年2月6日 （1467年3月11日）      | 応仁2年12月12日 （1469年1月24日）      | 後土御門                   | 唯称院                  |
| 鷹司政平                                     | 応仁2年12月29日 （1469年2月10日）    | 文明7年3月10日 （1475年4月15日）       | 後土御門                   | 専称院                  |
| 近衛政家                                     | 文明7年3月10日 （1475年4月15日）     | 文明8年8月28日 （1476年9月16日）       | 後土御門                   | 後法興院                |
| 三条公敦                                     | 文明8年8月28日 （1476年9月16日）     | 文明11年4月19日 （1479年5月10日）      | 後土御門                   | 龍翔院                  |
| 大炊御門信量                                 | 文明11年4月19日 （1479年5月10日）    | 文明13年5月23日 （1481年6月20日）      | 後土御門                   | 深草                    |
| 徳大寺実淳                                   | 文明13年6月8日 （1481年7月4日）      | 文明17年3月24日 （1485年4月9日）       | 後土御門                   | 禅光院                  |
| 中院通秀                                     | 文明17年3月25日 （1485年4月10日）    | 文明17年3月27日 （1485年4月12日）      | 後土御門                   | 十輪院                  |
| 花山院政長                                   | 文明17年閏3月10日 （1485年4月24日）  | 文明18年12月19日 （1487年1月13日）     | 後土御門                   | 後鳳栖院                |
| 一条冬良                                     | 文明18年12月19日 （1487年1月13日）   | 長享2年9月17日 （1488年10月21日）      | 後土御門                   | 後妙華寺                |
| 足利義煕                                     | 長享2年9月17日 （1488年10月21日）    | 長享3年3月26日※ （1489年4月26日）      | 後土御門                   | 常徳院 室町幕府9代将軍  |
| 今出川公興                                   | 長享3年7月8日 （1489年8月4日）       | 延徳3年3月15日 （1491年4月23日）       | 後土御門                   | 後法雲院                |
| 二条尚基                                     | 延徳3年4月5日 （1491年5月13日）      | 明応6年5月10日 （1497年6月10日）       | 後土御門                   | 後如法寿院              |
| 久我豊通                                     | 明応6年6月18日 （1497年7月17日）     | 明応8年5月28日 （1499年7月6日）        | 後土御門                   | 志禅院                  |
| 九条尚経                                     | 明応8年8月13日 （1499年9月18日）     | 明応10年2月19日 （1501年3月8日）       | 後土御門、後柏原           | 後慈眼院                |
| 西園寺公藤                                   | 文亀元年3月18日 （1501年4月5日）     | 永正3年2月5日 （1506年2月27日）        | 後柏原                     | 得生院                  |
| 三条西実隆                                   | 永正3年2月5日 （1506年2月27日）      | 永正3年4月5日 （1506年4月27日）        | 後柏原                     | 逍遥院                  |
| 鷹司兼輔                                     | 永正3年4月16日 （1506年5月8日）      | 永正4年4月6日 （1507年5月17日）        | 後柏原                     | 法音院                  |
| 三条実香                                     | 永正4年4月9日 （1507年5月20日）      | 永正12年4月16日 （1515年5月29日）      | 後柏原                     | 後浄土寺                |
| 正親町三条実望                               | 永正12年4月16日 （1515年5月29日）    | 永正12年12月6日 （1516年1月9日）       | 後柏原                     | 慈光院                  |
| 二条尹房                                     | 永正12年12月9日 （1516年1月12日）    | 永正15年5月28日 （1518年7月5日）       | 後柏原                     | 後大染金剛院            |
| 大炊御門経名                                 | 永正15年5月28日 （1518年7月5日）     | 永正18年7月1日 （1521年8月3日）        | 後柏原                     | 自性院                  |
| 徳大寺公胤                                   | 永正18年7月1日 （1521年8月3日）      | 大永3年3月9日 （1523年3月25日）        | 後柏原                     | 後野宮                  |
| 久我通言                                     | 大永3年3月9日 （1523年3月25日）      | 享禄元年8月20日 （1528年9月3日）       | 後柏原、後奈良             | 陽春院                  |
| 九条稙通                                     | 享禄元年8月20日 （1528年9月3日）     | 天文3年11月21日 （1534年12月26日）     | 後奈良                     | 東光院                  |
| 西園寺実宣                                   | 天文4年12月4日 （1535年12月28日）    | 天文6年12月21日 （1538年1月21日）      | 後奈良                     | 後観音寺                |
| 一条房通                                     | 天文8年8月10日 （1539年9月22日）     | 天文10年1月12日 （1541年2月7日）       | 後奈良                     | 唯心院                  |
| 三条西公条                                   | 天文10年1月12日 （1541年2月7日）     | 天文10年3月17日 （1541年4月13日）      | 後奈良                     | 称名院                  |
| 三条公頼                                     | 天文10年3月28日 （1541年4月24日）    | 天文12年7月28日 （1543年8月28日）      | 後奈良                     | 後龍翔院                |
| 今出川公彦                                   | 天文12年7月28日 （1543年8月28日）    | 天文14年6月2日 （1545年7月10日）       | 後奈良                     | 上善院                  |
| 二条晴良                                     | 天文14年6月2日 （1545年7月10日）     | 天文15年3月13日 （1546年4月13日）      | 後奈良                     | 浄明珠院                |
| 万里小路秀房                                 | 天文15年3月13日 （1546年4月13日）    | 天文15年7月27日 （1546年8月23日）      | 後奈良                     | 能証院                  |
| 一条兼冬                                     | 天文15年7月27日 （1546年8月23日）    | 天文16年2月17日 （1547年3月8日）       | 後奈良                     | 後円明寺                |
| 近衛晴嗣                                     | 天文16年2月17日 （1547年3月8日）     | 天文22年1月26日 （1553年2月8日）       | 後奈良                     | 東求院                  |
| 西園寺公朝                                   | 天文22年1月26日 （1553年2月8日）     | 天文23年4月11日 （1554年5月12日）      | 後奈良                     | 慈光院                  |
| 正親町三条公兄                               | 天文23年4月11日 （1554年5月12日）    | 天文23年4月27日 （1554年5月28日）      | 後奈良                     | 廓然院                  |
| 花山院家輔                                   | 弘治3年3月23日 （1557年4月22日）     | 弘治3年9月2日 （1557年9月24日）        | 後奈良                     | 法雲院                  |
| 広橋兼秀                                     | 弘治3年9月2日 （1557年9月24日）      | 弘治3年9月5日 （1557年9月27日）        | 後奈良                     | 如雲院                  |
| （中院通為）                                 | 永禄8年9月3日※ （1565年9月26日）     | 永禄8年9月3日※ （1565年9月26日）       | 正親町                     | 慈西院                  |
| 勧修寺尹豊                                   | 元亀3年閏1月6日 （1572年2月19日）    | 元亀3年閏1月13日 （1572年2月26日）     | 正親町                     | 長寿院                  |
| 万里小路惟房                                 | 元亀4年6月9日※ （1573年7月7日）      | 元亀4年6月9日※ （1573年7月7日）        | 正親町                     | 崇恩院                  |
| 一条内基                                     | 天正3年11月14日 （1575年12月16日）   | 天正4年11月21日 （1576年12月11日）     | 正親町                     | 自浄心院                |
| 織田信長                                     | 天正4年11月21日 （1576年12月11日）   | 天正5年11月20日 （1577年12月29日）     | 正親町                     | 総見院                  |
| 二条昭実                                     | 天正5年11月20日 （1577年12月29日）   | 天正7年1月20日 （1579年2月15日）       | 正親町                     | 後中院                  |
| 三条西実枝                                   | 天正7年1月20日 （1579年2月15日）     | 天正7年1月22日 （1579年2月17日）       | 正親町                     | 三光院                  |
| 今出川晴季                                   | 天正7年1月27日 （1579年2月22日）     | 天正8年2月21日 （1580年3月6日）        | 正親町                     | 景光院                  |
| 徳大寺公維                                   | 天正8年2月21日 （1580年3月6日）      | 天正8年7月8日 （1580年8月18日）        | 正親町                     | 雲厳院                  |
| 今出川晴季 （還任）                          | 天正8年7月8日 （1580年8月18日）      | 天正8年11月3日 （1580年12月9日）       | 正親町                     | 景光院                  |
| 近衛信輔                                     | 天正8年11月3日 （1580年12月9日）     | 天正13年3月10日 （1585年4月9日）       | 正親町                     | 三藐院                  |
| 豊臣秀吉                                     | 天正13年3月10日 （1585年4月9日）     | 天正14年12月19日 （1587年1月27日）     | 正親町、後陽成             | 国泰祐松院              |
| 織田信雄                                     | 天正15年11月19日 （1587年12月18日）  | 天正18年8月 （1590年－月）             | 後陽成                     | 徳源院                  |
| （三条西公国）                               | 天正15年12月9日※ （1588年1月7日）    | 天正15年12月9日※ （1588年1月7日）      | 後陽成                     | 円智院                  |
| 豊臣秀次                                     | 天正19年12月4日 （1592年1月18日）    | 天正20年1月29日 （1592年3月12日）      | 後陽成                     | 瑞泉寺                  |
| 徳川家康                                     | 文禄5年5月8日 （1596年6月3日）       | 慶長8年2月12日 （1603年3月24日）       | 後陽成                     | 安国院 江戸幕府初代将軍 |
| 豊臣秀頼                                     | 慶長8年4月22日 （1603年6月1日）      | 慶長10年4月12日 （1605年5月29日）      | 後陽成                     | 嵩陽寺                  |
| 徳川秀忠                                     | 慶長10年4月16日 （1605年6月2日）     | 慶長11年9月 （1606年10月）             | 後陽成                     | 台徳院 江戸幕府2代将軍  |
| 鷹司信房                                     | 慶長11年9月22日 （1606年10月23日）   | 慶長11年11月10日 （1606年12月9日）     | 後陽成                     | 後法音院                |
| 鷹司信尚                                     | 慶長16年3月12日 （1611年4月24日）    | 慶長17年3月18日 （1612年4月18日）      | 後陽成、後水尾             | 景皓院                  |
| 近衛信尋                                     | 慶長17年4月26日 （1612年5月26日）    | 慶長19年1月14日 （1614年2月22日）      | 後水尾                     | 本源自性院              |
| 西園寺実益                                   | 慶長19年1月14日 （1614年2月22日）    | 元和4年11月14日 （1618年12月30日）     | 後水尾                     | 一真院                  |
| 広橋兼勝                                     | 元和4年11月14日 （1618年12月30日）   | 元和5年2月17日 （1619年4月1日）        | 後水尾                     | 後是称院                |
| 花山院定熙                                   | 元和5年2月17日 （1619年4月1日）      | 元和5年12月28日 （1620年2月1日）       | 後水尾                     | 霜松院                  |
| 一条兼遐                                     | 元和5年12月28日 （1620年2月1日）     | 元和7年1月12日 （1621年3月5日）        | 後水尾                     | 智徳院                  |
| 二条康道                                     | 元和7年1月12日 （1621年3月5日）      | 寛永6年9月13日 （1629年10月29日）      | 後水尾                     | 後浄明珠院              |
| 三条西実条                                   | 寛永6年11月6日 （1629年12月20日）    | 寛永8年12月6日 （1632年1月27日）       | 後水尾、明正               | 香雲院                  |
| 西園寺公益                                   | 寛永8年12月15日 （1632年2月5日）     | 寛永9年1月6日 （1632年2月25日）        | 明正                       | 真空院                  |
| 鷹司教平                                     | 寛永9年1月9日 （1632年2月28日）      | 寛永9年12月28日 （1633年2月6日）       | 明正                       | 一致院                  |
| 九条道房                                     | 寛永9年12月28日 （1633年2月6日）     | 寛永17年11月3日 （1640年12月15日）     | 明正                       | 後浄土寺                |
| 近衛尚嗣                                     | 寛永17年11月3日 （1640年12月15日）   | 寛永18年12月2日 （1642年1月2日）       | 明正                       | 妙有真空院              |
| 二条光平                                     | 寛永18年12月2日 （1642年1月2日）     | 正保4年7月3日 （1647年8月3日）         | 明正、後光明               | 後是心院                |
| 中院通村                                     | 正保4年7月28日 （1647年8月28日）     | 正保4年11月18日 （1647年12月14日）     | 後光明                     | 後十輪院                |
| 三条実秀                                     | 正保5年閏1月20日 （1648年3月14日）   | 慶安元年12月13日 （1649年1月25日）     | 後光明                     | 己心院                  |
| 花山院定好                                   | 慶安2年2月25日 （1649年4月6日）      | 慶安2年9月30日 （1649年11月4日）       | 後光明                     | 淳貞院                  |
| 西園寺実晴                                   | 慶安2年12月2日 （1650年1月4日）      | 慶安3年閏10月23日 （1650年12月16日）   | 後光明                     | 大忠院                  |
| 一条教輔                                     | 慶安3年12月21日 （1651年2月11日）    | 承応4年1月25日 （1655年3月3日）        | 後光明、後西               | 後唯心院                |
| 徳大寺公信                                   | 承応4年1月25日 （1655年3月3日）      | 明暦2年5月3日 （1656年6月25日）        | 後西                       | 正桂院                  |
| 大炊御門経孝                                 | 明暦2年6月1日 （1656年7月22日）      | 明暦2年12月1日 （1657年1月15日）       | 後西                       | 後光福寺                |
| 三条公富                                     | 明暦2年12月26日 （1657年2月9日）     | 万治元年9月6日 （1658年10月2日）       | 後西                       | 唯心院                  |
| 鷹司房輔                                     | 万治元年9月11日 （1658年10月7日）    | 寛文元年5月23日 （1661年6月19日）      | 後西                       | 後景皓院                |
| 清閑寺共房                                   | 寛文元年5月23日 （1661年6月19日）    | 寛文元年7月24日 （1661年8月18日）      | 後西                       | 清徳院                  |
| 久我広通                                     | 寛文元年9月23日 （1661年11月14日）   | 寛文3年2月16日 （1663年3月25日）       | 後西、霊元                 | 妙雲院                  |
| 九条兼晴                                     | 寛文4年5月2日 （1664年5月27日）      | 寛文5年3月6日 （1665年4月21日）        | 霊元                       | 後往生院                |
| 近衛基熙                                     | 寛文5年6月1日 （1665年7月13日）      | 寛文11年5月25日 （1671年7月1日）       | 霊元                       | 応円満院                |
| 徳大寺実維                                   | 寛文11年8月5日 （1671年9月7日）      | 寛文12年1月30日 （1672年2月28日）      | 霊元                       | 温潤院                  |
| 一条内房                                     | 寛文12年閏6月29日 （1672年8月21日）  | 延宝5年12月24日 （1678年1月17日）      | 霊元                       | 円成寺                  |
| 大炊御門経光                                 | 延宝5年12月26日 （1678年1月19日）    | 延宝9年7月10日 （1681年8月23日）       | 霊元                       | 後香隆寺                |
| 鷹司兼熙                                     | 延宝9年7月10日 （1681年8月23日）     | 天和3年1月13日 （1683年2月9日）        | 霊元                       | 心空華院                |
| 今出川公規                                   | 天和3年1月13日 （1683年2月9日）      | 貞享元年11月19日 （1684年12月25日）    | 霊元                       | 一林院                  |
| 花山院定誠                                   | 貞享元年12月12日 （1685年1月16日）   | 貞享3年3月24日 （1686年4月16日）       | 霊元                       | 文恭院                  |
| 近衛家熙                                     | 貞享3年3月26日 （1686年4月18日）     | 貞享5年2月1日 （1688年3月2日）         | 霊元、東山                 | 予楽院                  |
| 松木宗条                                     | 貞享5年2月1日 （1688年3月2日）       | 貞享5年2月16日 （1688年3月17日）       | 東山                       | 浩妙院                  |
| 近衛家熙 （還任）                            | 貞享5年2月16日 （1688年3月17日）     | 元禄6年8月7日 （1693年9月6日）         | 東山                       | 予楽院                  |
| 三条実治                                     | 元禄6年8月7日 （1693年9月6日）       | 元禄6年12月16日 （1694年1月11日）      | 東山                       | 暁心院                  |
| 九条輔実                                     | 元禄6年12月18日 （1694年1月13日）    | 元禄17年2月5日 （1704年3月10日）       | 東山                       | 後洞院                  |
| 中院通茂                                     | 元禄17年2月23日 （1704年3月28日）    | 元禄17年2月26日 （1704年3月31日）      | 東山                       | 渓雲院                  |
| 二条綱平                                     | 元禄17年2月26日 （1704年3月31日）    | 宝永5年1月21日 （1708年2月12日）       | 東山                       | 円覚敬信院              |
| 今出川伊季                                   | 宝永5年1月21日 （1708年2月12日）     | 宝永6年2月26日 （1709年4月5日）        | 東山                       | 深修院                  |
| 久我通誠                                     | 宝永6年3月18日 （1709年4月27日）     | 宝永8年2月25日 （1711年4月12日）       | 東山、中御門               | 得自性寺                |
| 近衛家久                                     | 宝永8年2月25日 （1711年4月12日）     | 正徳5年8月12日 （1715年9月9日）        | 中御門                     | 如是観院                |
| 二条吉忠                                     | 正徳5年8月12日 （1715年9月9日）      | 享保4年11月30日 （1720年1月9日）       | 中御門                     | 安祥院                  |
| 徳大寺公全                                   | 享保4年11月30日 （1720年1月9日）     | 享保4年11月30日 （1720年1月9日）       | 中御門                     | 天性院                  |
| 二条吉忠 （還任）                            | 享保4年12月1日 （1720年1月10日）     | 享保7年5月3日 （1722年6月16日）        | 中御門                     | 安祥院                  |
| 一条兼香                                     | 享保7年5月3日 （1722年6月16日）      | 享保8年2月1日 （1723年3月7日）         | 中御門                     | 後円成寺                |
| 櫛笥隆賀                                     | 享保8年2月1日 （1723年3月7日）       | 享保8年2月4日 （1723年3月10日）        | 中御門                     | 成足院                  |
| 広幡豊忠                                     | 享保8年2月4日 （1723年3月10日）      | 享保8年2月8日 （1723年3月14日）        | 中御門                     | 自浄光院                |
| 一条兼香 （還任）                            | 享保8年2月8日 （1723年3月14日）      | 享保11年9月15日 （1726年10月10日）     | 中御門                     | 後円成寺                |
| 松木宗顕                                     | 享保11年9月15日 （1726年10月10日）   | 享保11年9月18日 （1726年10月13日）     | 中御門                     | 九品院                  |
| 中院通躬                                     | 享保11年9月18日 （1726年10月13日）   | 享保11年9月21日 （1726年10月16日）     | 中御門                     | 歓喜光院                |
| 九条幸教                                     | 享保11年9月21日 （1726年10月16日）   | 享保13年5月23日 （1728年6月30日）      | 中御門                     | 無量信院                |
| 西園寺致季                                   | 享保13年7月1日 （1728年8月6日）      | 享保13年7月27日 （1728年9月1日）       | 中御門                     | 円寿光院                |
| 醍醐冬熙                                     | 享保13年7月27日 （1728年9月1日）     | 享保13年10月26日 （1728年11月27日）    | 中御門                     | 後信性普明寺            |
| 鷹司房熙                                     | 享保13年10月26日 （1728年11月27日）  | 享保15年4月24日※ （1730年6月9日）      | 中御門                     | 清浄林院                |
| 久我惟通                                     | 享保15年7月22日 （1730年9月4日）     | 享保21年1月23日 （1736年3月5日）       | 中御門、桜町               | 後志禅院                |
| 花山院常雅                                   | 享保21年1月23日 （1736年3月5日）     | 元文2年6月29日 （1737年7月26日）       | 桜町                       | 順正院                  |
| 二条宗熙                                     | 元文2年6月29日 （1737年7月26日）     | 元文3年1月24日 （1738年3月14日）       | 桜町                       | 常観喜院                |
| 一条道香                                     | 元文3年1月24日 （1738年3月14日）     | 元文3年8月19日 （1738年10月2日）       | 桜町                       | 得成寺                  |
| 花山院常雅 （還任）                          | 元文3年8月19日 （1738年10月2日）     | 元文4年2月3日 （1739年3月12日）        | 桜町                       | 順正院                  |
| 九条稙基                                     | 元文4年2月3日 （1739年3月12日）      | 寛保3年2月21日 （1743年3月16日）       | 桜町                       | 後東光院                |
| 鷹司基輝                                     | 寛保3年5月12日 （1743年7月3日）      | 寛保3年5月13日 （1743年7月4日）        | 桜町                       | 住心院                  |
| 近衛内前                                     | 寛保3年6月29日 （1743年8月18日）     | 延享2年閏12月24日 （1746年2月14日）    | 桜町                       | 大解脱院                |
| 二条宗基                                     | 延享2年閏12月24日 （1746年2月14日）  | 延享5年3月7日 （1748年4月4日）         | 桜町、桃園                 | 後敬心院                |
| 烏丸光栄                                     | 延享5年3月7日 （1748年4月4日）       | 延享5年3月9日 （1748年4月6日）         | 桃園                       | 不昧真院                |
| 二条宗基 （還任）                            | 延享5年3月9日 （1748年4月6日）       | 寛延2年11月15日 （1749年12月24日）     | 桃園                       | 後敬心院                |
| 大炊御門経秀                                 | 寛延2年11月15日 （1749年12月24日）   | 寛延2年12月19日 （1750年1月26日）      | 桃園                       | 法台寺                  |
| 三条実顕                                     | 寛延2年12月24日 （1750年1月31日）    | 寛延3年8月5日 （1750年9月5日）         | 桃園                       | 誠心院                  |
| 久我通兄                                     | 寛延3年8月10日 （1750年9月10日）     | 寛延3年12月20日 （1751年1月17日）      | 桃園                       | 含華光院                |
| 九条尚実                                     | 寛延3年12月21日 （1751年1月18日）    | 宝暦5年1月29日 （1755年3月11日）       | 桃園                       | 遍照金剛寺              |
| 醍醐兼潔                                     | 宝暦5年1月29日 （1755年3月11日）     | 宝暦5年11月18日 （1755年12月20日）     | 桃園                       | 妙観寺                  |
| 西園寺公晃                                   | 宝暦5年11月19日 （1755年12月21日）   | 宝暦6年5月8日 （1756年6月5日）         | 桃園                       | 遍照光院                |
| 鷹司輔平                                     | 宝暦6年5月10日 （1756年6月7日）      | 宝暦9年11月26日 （1760年1月13日）      | 桃園                       | 後心空院                |
| 九条道前                                     | 宝暦9年11月26日 （1760年1月13日）    | 明和7年閏6月5日※ （1770年7月27日）     | 桃園、後桜町               | 盛光院                  |
| 三条季晴                                     | 明和7年8月4日 （1770年9月22日）      | 明和8年4月16日 （1771年5月29日）       | 後桜町、後桃園             | 後誠心院                |
| 一条輝良                                     | 明和8年4月18日 （1771年5月31日）     | 安永4年12月27日 （1776年1月18日）      | 後桃園                     | 後得成寺                |
| 広幡前豊                                     | 安永4年閏12月2日 （1776年1月22日）   | 安永4年閏12月11日 （1776年1月31日）    | 後桃園                     | 楽円樹院                |
| 西園寺賞季                                   | 安永4年閏12月11日 （1776年1月31日）  | 安永4年閏12月24日 （1776年2月13日）    | 後桃園                     | 後大忠院                |
| 一条輝良 （還任）                            | 安永4年閏12月24日 （1776年2月13日）  | 安永8年3月29日 （1779年5月15日）       | 後桃園                     | 後得成寺                |
| 近衛経熙                                     | 安永8年3月29日 （1779年5月15日）     | 天明7年5月26日 （1787年7月11日）       | 後桃園、光格               | 後予楽院                |
| 大炊御門家孝                                 | 天明7年5月26日 （1787年7月11日）     | 寛政元年5月22日 （1789年6月15日）      | 光格                       | 瑶台寺                  |
| 鷹司政熙                                     | 寛政元年5月22日 （1789年6月15日）    | 寛政3年11月28日 （1791年12月23日）     | 光格                       | 文思恭院                |
| 久我信通                                     | 寛政3年11月28日 （1791年12月23日）   | 寛政4年1月6日 （1792年1月29日）        | 光格                       | 惟克念院                |
| 大炊御門家孝 （還任）                        | 寛政4年1月6日 （1792年1月29日）      | 寛政4年1月14日 （1792年2月6日）        | 光格                       | 瑶台寺                  |
| 西園寺賞季 （還任）                          | 寛政4年1月14日 （1792年2月6日）      | 寛政4年2月6日 （1792年2月27日）        | 光格                       | 後大忠院                |
| 一条忠良                                     | 寛政4年2月6日 （1792年2月27日）      | 寛政8年12月22日 （1797年1月19日）      | 光格                       | 大勝寺                  |
| 三条実起                                     | 寛政8年12月22日 （1797年1月19日）    | 寛政9年3月27日 （1797年4月23日）       | 光格                       | 後暁心院                |
| 二条斉通                                     | 寛政9年3月27日 （1797年4月23日）     | 寛政10年5月21日※ （1798年7月4日）      | 光格                       | 恭徳院                  |
| 徳大寺実祖                                   | 寛政10年7月19日 （1798年8月30日）    | 寛政10年12月13日 （1799年1月18日）     | 光格                       | 摩尼珠院                |
| 今出川実種                                   | 寛政10年12月13日 （1799年1月18日）   | 寛政11年3月16日 （1799年4月20日）      | 光格                       | 後一林院                |
| 近衛基前                                     | 寛政11年3月16日 （1799年4月20日）    | 文化11年9月28日 （1814年11月9日）      | 光格                       | 証常楽院                |
| 花山院愛徳                                   | 文化11年9月28日 （1814年11月9日）    | 文化12年2月26日 （1815年4月5日）       | 光格                       | 温恭院                  |
| 二条斉信                                     | 文化12年2月26日 （1815年4月5日）     | 文政3年10月15日 （1820年11月20日）     | 光格、仁孝                 | 成徳院                  |
| 三条公修                                     | 文政3年10月15日 （1820年11月20日）   | 文政4年4月7日 （1821年5月8日）         | 仁孝                       | 後己心院                |
| 九条尚忠                                     | 文政4年4月7日 （1821年5月8日）       | 文政7年1月5日 （1824年2月4日）         | 仁孝                       | 後遍照金剛寺            |
| 大炊御門経久                                 | 文政7年1月5日 （1824年2月4日）       | 文政7年5月18日 （1824年6月14日）       | 仁孝                       | 後瑶台寺                |
| 久我通明                                     | 文政7年5月18日 （1824年6月14日）     | 文政7年6月4日 （1824年6月30日）        | 仁孝                       | 後陽春院                |
| 広幡経豊                                     | 文政7年6月4日 （1824年6月30日）      | 文政7年6月28日 （1824年7月24日）       | 仁孝                       | 瑞応華院                |
| 近衛忠熙                                     | 文政7年6月28日 （1824年7月24日）     | 弘化4年6月15日 （1847年7月26日）       | 仁孝、孝明                 |                         |
| 花山院家厚                                   | 弘化4年6月15日 （1847年7月26日）     | 弘化4年12月27日 （1848年2月1日）       | 孝明                       | 寛恭院                  |
| 醍醐輝弘                                     | 弘化4年12月27日 （1848年2月1日）     | 弘化5年2月11日 （1848年3月15日）       | 孝明                       | 後妙観寺                |
| 徳大寺実堅                                   | 弘化5年2月11日 （1848年3月15日）     | 嘉永元年3月21日 （1848年4月24日）      | 孝明                       | 後正桂院                |
| 鷹司輔熙                                     | 嘉永元年3月21日 （1848年4月24日）    | 安政4年2月8日 （1857年3月3日）         | 孝明                       |                         |
| 広幡基豊                                     | 安政4年2月8日 （1857年3月3日）       | 安政4年5月15日 （1857年6月6日）        | 孝明                       | 大宝蔵院                |
| 三条実万                                     | 安政4年5月15日 （1857年6月6日）      | 安政5年3月21日 （1858年5月4日）        | 孝明                       |                         |
| 一条忠香                                     | 安政5年3月21日 （1858年5月4日）      | 安政6年3月28日 （1859年4月30日）       | 孝明                       |                         |
| 二条斉敬                                     | 安政6年3月28日 （1859年4月30日）     | 文久2年1月4日 （1862年2月2日）         | 孝明                       |                         |
| 久我建通                                     | 文久2年1月4日 （1862年2月2日）       | 文久2年8月25日 （1862年9月18日）       | 孝明                       |                         |
| 徳大寺公純                                   | 文久2年9月21日 （1862年11月12日）    | 文久3年12月23日 （1864年1月31日）      | 孝明                       |                         |
| 近衛忠房                                     | 文久3年12月23日 （1864年1月31日）    | 慶応3年9月27日 （1867年10月24日）      | 孝明、明治                 |                         |
| 大炊御門家信                                 | 慶応3年9月27日 （1867年10月24日）    | 慶応3年11月30日 （1867年12月25日）     | 明治                       |                         |
| 広幡忠礼                                     | 慶応3年11月30日 （1867年12月25日）   | 明治2年7月8日 （1869年8月15日）        | 明治                       |                         |
| 南朝（吉野朝廷）の内大臣                     |                                      |                                        |                            |                         |
| 二条師基？                                   | 延元3年（1338年）？任 -              | 延元3年（1338年）？任 -                | 後醍醐、後村上             | 『南方紀伝』            |
| 北畠顕信                                     |                                      |                                        | 後村上                     | 『大物忌神社文書』      |
| 二条教基                                     |                                      |                                        | 後村上                     | 『新葉和歌集』          |
| 洞院実守                                     |                                      |                                        | 後村上                     | 『吉野拾遺』            |
| 北畠顕能                                     | 正平16年（1361年）？任 -             | 正平16年（1361年）？任 -               | 後村上                     | 『古和文書』            |
| 二条教頼                                     | - 正平21年4月（1366年6月）見 -       | - 正平21年4月（1366年6月）見 -         | 後村上                     | 二条家本『玉葉』奥書    |
| 花山院家賢                                   | - 正平21年（1366年）辞※              | - 正平21年（1366年）辞※                | 後村上                     | 『新葉和歌集』          |
| 四条隆俊                                     |                                      |                                        | 長慶                       | 『新葉和歌集』          |
| 北畠顕統                                     | 天授2年（1376年）任 -                | 天授2年（1376年）任 -                  | 長慶                       | 『新葉和歌集』          |
| 北畠顕成                                     |                                      |                                        | 長慶                       | 『仁和寺諸院家記』      |
| 阿野実為                                     |                                      |                                        | 後亀山                     | 『観心寺文書』          |
| 花山院長親                                   | - 元中6年1月（1389年－月）見 -       | - 元中6年1月（1389年－月）見 -         | 後亀山                     | 『耕雲千首』奥書        |
| 花山院師兼                                   |                                      |                                        | 後亀山                     | 『常楽記』              |
| 武家官位としての内大臣                       |                                      |                                        |                            |                         |
| 徳川家光                                     | 元和9年7月27日 （1623年8月23日）     | 寛永3年8月19日 （1626年10月9日）       | 後水尾                     | 江戸幕府3代将軍         |
| 徳川家綱                                     | 慶安4年7月26日 （1651年9月10日）     | 承応2年7月10日 （1653年9月1日）        | 後光明                     | 江戸幕府4代将軍         |
| 徳川綱吉                                     | 延宝8年7月21日 （1680年8月15日）     | 宝永2年2月5日 （1705年2月28日）        | 霊元、東山                 | 江戸幕府5代将軍         |
| 徳川家宣                                     | 宝永6年4月2日 （1709年5月11日）      | 正徳2年10月14日※ （1712年11月12日）    | 東山、中御門               | 江戸幕府6代将軍         |
| 徳川家継                                     | 正徳3年3月4日 （1713年3月29日）      | 正徳6年4月30日※ （1716年6月19日）      | 中御門                     | 江戸幕府7代将軍         |
| 徳川吉宗                                     | 享保元年7月18日 （1716年9月3日）     | 寛保元年7月7日 （1741年8月17日）       | 中御門、桜町               | 江戸幕府8代将軍         |
| 徳川家重                                     | 延享2年10月7日 （1745年10月31日）    | 宝暦10年1月11日 （1760年2月27日）      | 桜町、桃園                 | 江戸幕府9代将軍         |
| 徳川家治                                     | 宝暦10年7月2日 （1760年8月12日）     | 安永9年8月2日 （1780年8月31日）        | 桃園、後桜町、後桃園、光格 | 江戸幕府10代将軍        |
| 徳川家斉                                     | 天明7年3月6日 （1787年4月23日）      | 文化13年3月11日 （1816年4月8日）       | 光格                       | 江戸幕府11代将軍        |
| 徳川家慶                                     | 文政5年2月6日 （1822年3月28日）      | 天保8年8月5日 （1837年9月4日）         | 仁孝                       | 江戸幕府12代将軍        |
| 徳川家定                                     | 嘉永6年10月23日 （1853年11月23日）   | 安政5年7月6日※ （1858年8月14日）       | 孝明                       | 江戸幕府13代将軍        |
| 徳川家茂                                     | 安政5年10月25日 （1858年11月30日）   | 文久4年1月21日 （1864年2月28日）       | 孝明                       | 江戸幕府14代将軍        |
| 徳川慶喜                                     | 慶応3年9月21日 （1867年10月18日）    | 慶応3年12月30日 （1868年1月24日）      | 明治                       | 江戸幕府15代将軍        |

## 贈内大臣の一覧
没後に内大臣を追贈された人物の一覧。
| 名             | 追贈                              | 生前の官位       | 典拠                 |
| -------------- | --------------------------------- | ---------------- | -------------------- |
| 正親町三条公雅 | 永享5年8月6日（1433年9月19日）    | 権大納言・正二位 | 『看聞日記』         |
| 日野家秀       | 康正2年5月30日（1456年7月2日）    | 権大納言・従三位 | 『師郷記』           |
| 烏丸豊光       | 寛正2年2月18日（1461年3月29日）   | 権中納言・正二位 | 『尊卑分脈』         |
| 広橋兼宣       | 寛正2年8月19日（1461年9月23日）   | 准大臣・従一位   | 『管見記』           |
| 日野重政       | 文明2年12月（1471年1月）          | 右少弁・正五位上 | 『親長卿記』         |
| 広橋綱光       | 文明9年2月14日（1477年3月28日）   | 准大臣・従一位   | 『公卿補任』         |
| 庭田長賢       | 明応4年（1495年）以前             | 権大納言・従二位 | 『庭田家譜』         |
| 広橋守光       | 天文7年4月1日（1538年4月29日）    | 准大臣・従一位   | 『公卿補任』         |
| 中院通為       | 永禄10年9月（1567年10月）         | 権大納言・正二位 | 広橋家本『公卿補任』 |
| 勧修寺晴右     | 天正14年12月（1587年1月）         | 権大納言・従一位 | 『諸家伝』           |
| 三条実綱       | 慶長8年2月7日（1603年3月19日）    | 権中納言・正三位 | 『諸家伝』           |
| 勧修寺晴豊     | 慶長19年12月8日（1615年1月7日）   | 准大臣・従一位   | 『諸家伝』           |
| 広橋国光       | 元和3年11月12日（1617年12月9日）  | 権大納言・正二位 | 『広橋家譜』         |
| 勧修寺光豊     | 元和4年10月27日（1618年12月13日） | 権大納言・従二位 | 『諸家伝』           |
| 徳川家基       | 安永9年11月10日（1780年12月5日）  | 権大納言・従二位 | 『公卿補任』         |
| 徳川治済       | 文政11年1月20日（1828年3月5日）   | 准大臣・従一位   | 『公卿補任』         |
| 勧修寺経逸     | 天保15年2月27日（1844年4月14日）  | 権大納言・正二位 | 『実久卿記』         |
| 存疑           |                                   |                  |                      |
| 源義朝         |                                   | 左馬頭・従四位下 | 『平家物語』巻12     |